# Elizabeth Winthrop Chanler
Elizabeth Astor Winthrop Chanler, Sra. John Jay Chapman (23 de fevereiro de 1866 - 5 de junho de 1937), foi uma herdeira e socialite americana durante a Gilded Age.

## Início da vida e família
Ela foi a filha mais velha do deputado dos EUA John Winthrop Chanler (1826–1877) e Margaret Astor (nascida Ward) Chanler (1838–1875), da rica família Astor . Por meio de seu pai, ela era descendente de Peter Stuyvesant, o último diretor-geral holandês de Nova Amsterdã,  Wait Winthrop e Joseph Dudley . Por meio de sua mãe, ela era sobrinha-neta de Julia Ward Howe, John Jacob Astor III e William Backhouse Astor Jr. (marido de Caroline Schermerhorn Astor, que era madrinha de Elizabeth). Chanler e seus irmãos ficaram órfãos após a morte de sua mãe em dezembro de 1875 e de seu pai em outubro de 1877, ambos por pneumonia. As crianças foram criadas em Rokeby, a propriedade de 43 cômodos de seus pais em Barrytown.
Elizabeth, uma "mulher bonita e de mente forte que, mesmo na creche, era conhecida como 'Rainha Bess' pelos seus irmãos", teve nove irmãos e irmãs, incluindo John Armstrong Chanler (que se casou com a romancista Amélie Louise Rives ), os políticos William Astor Chanler, Lewis Stuyvesant Chanler e o artista Robert Winthrop Chanler. Sua irmã, Margaret Livingston Chanler, serviu como enfermeira na Cruz Vermelha Americana durante a Guerra Hispano-Americana (e foi esposa de Richard Aldrich ), Winthrop Astor Chanler, serviu nos Rough Riders em Cuba e foi ferido na Batalha de Tayacoba.

## Vida em sociedade
Com a morte de seu pai em 1871, seu patrimônio foi avaliado entre US$ 1.500.000 (equivalente a US$ 44,292,188 em dólares de 2023) e US$ 2.000.000 (equivalente a US$ 59,056,250 em dólares de 2023 ). O testamento de John Winthrop Chanler previa 20.000 dólares por ano para cada criança durante toda a vida, o suficiente para viver confortavelmente segundo os padrões da época.
Em 1892, Elizabeth, suas irmãs, Margaret e Alida, e seu irmão Winthrop e sua esposa Margaret, foram incluídos no " Four Hundred " de Ward McAllister, supostamente um índice das melhores famílias de Nova York, publicado em The New York Times . Convenientemente, 400 era o número de pessoas que cabiam no salão de baile da Sra. Astor. Elizabeth era membro do Cosmopolitan Club de Nova York.
Em 1893, enquanto estava em Londres para o casamento de um irmão, John Singer Sargent, o mais famoso e requisitado retratista da época, pintou um retrato da então jovem Elizabeth, de vinte e seis anos. Segundo Sargent, ela tinha "o rosto de uma Madona e os olhos de uma criança". Seu filho doou o retrato ao Smithsonian American Art Museum em 1980.

## Vida pessoal

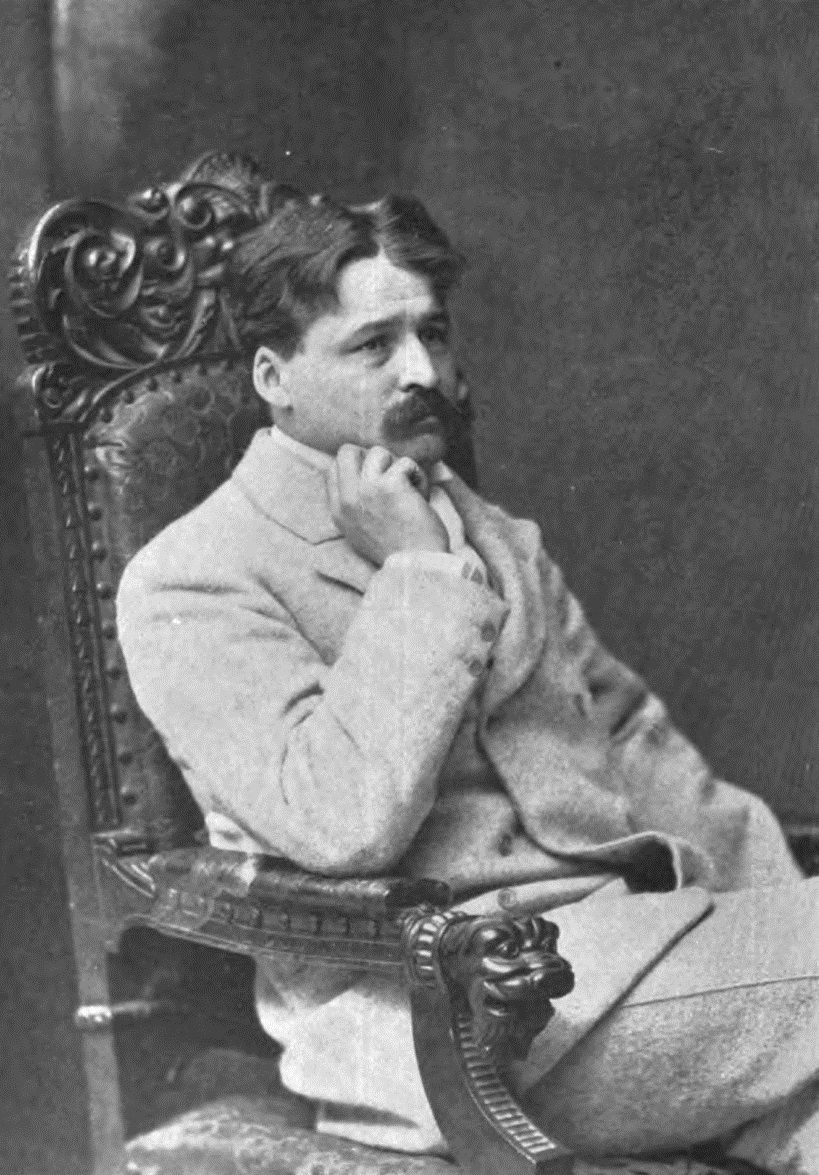
Fotografia do marido de Elizabeth, John Jay Chapman, c. 1899

Em 23 de abril de 1899, Chanler casou-se com o escritor John Jay Chapman (1862–1933), filho de Henry Grafton Chapman, um presidente da Bolsa de Valores de Nova York, e de Eleanor Kingsland (nascida Jay) Chapman, bisneta de John Jay, o primeiro Chefe de Justiça da Suprema Corte. Chapman havia sido anteriormente casado com Minna Timmins, que faleceu em 1897. Elizabeth e seu marido tiveram um filho juntos:
- Chanler Armstrong Chapman (1901–1982),[19] que se casou com Olivia James, filha de Edward Holton James e sobrinha-neta de Henry James, William James e Alice James . Eles se divorciaram e ele se casou com a ex-Helen Riesenfeld, uma escritora, em 1948.[20] Após sua morte em 1970, ele se casou com a Dra. Ida R. Holzbert Wagman em 1972.[21]

Seu marido morreu em sua casa, "Good Hap", em 4 de novembro de 1933, perto de Barrytown, Nova York . Após sua morte, Elizabeth passou vários anos trabalhando em um volume de suas cartas coletadas, que ela concluiu pouco antes de sua própria morte.
Elizabeth morreu em 5 de junho de 1937 e foi sepultada no cemitério Episcopal de Saint Matthew em Bedford, Nova York .